# Szablak żółty
Szablak żółty (Sympetrum flaveolum) – gatunek owada z rzędu ważek należący do podrzędu ważek różnoskrzydłych i rodziny ważkowatych (Libellulidae).  Występuje w Eurazji – od Europy Zachodniej po Japonię. W Polsce jest gatunkiem pospolitym. Zasiedla ciepłe wody stojące.
Długość ciała 37 mm, rozpiętość skrzydeł 60 mm. W Polsce imagines latają od czerwca do pierwszych dni października.

## Przypisy

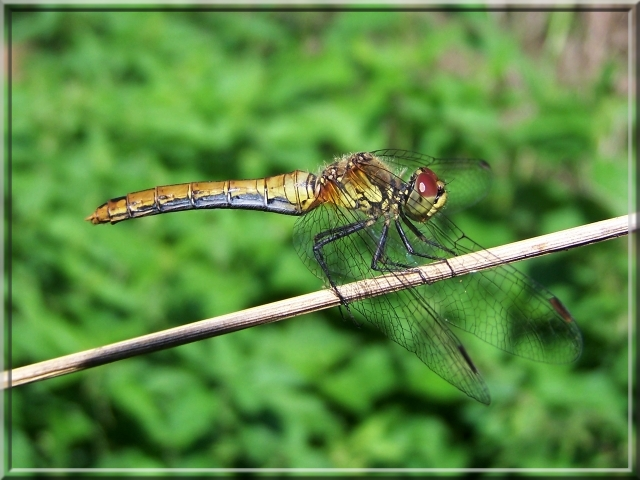
Szablak żółty